# Evans Paul
Pour les articles homonymes, voir Paul.
Evans Paul, également connu sous le nom de Compère Plume, abrégé en K-Plume (KP), né le 26 novembre 1955 à Port-au-Prince, est un journaliste, animateur de radio et de télévision et homme politique haïtien.
Entre 1974 et 1976, Evans Paul animé l'émission "Plume" sur Radio Caraïbes. Par la suite, il fut maire de Port-au-Prince entre 1991 et 1995, élu lors des élections de 1990 qui ont porté au pouvoir le parti de Jean-Bertrand Aristide. Il s'est présenté sans succès à la présidence de la République lors des élections de 2006 sous la bannière de l'Alliance démocratique. Le 25 décembre 2014, le président Michel Martelly l'a désigné comme nouveau chef de gouvernement. Il a été Premier ministre du 16 janvier 2015 au 26 février 2016. Le 2 février 2016, il a démissionné mais est resté en place en raison d'un accord signé le 6 février avec le président par intérim Jocelerme Privert.

## Carrière politique

### Maire de Port-au-Prince
En 1986, il participe, comme militant politique, au départ du dictateur Jean-Claude Duvalier. Il est arrêté en 1988, sous le gouvernement militaire de Prosper Avril. Il est torturé puis présenté parmi d'autres opposants à la télévision d'État sous le nom des « prisonniers de la Toussaint ».
Evans Paul est élu maire de Port-au-Prince en 1990, en remplacement de sa femme Irène Ridoré, et occupe ce poste jusqu'au coup d'État de 1991. Au retour d'exil du président Aristide, il est réinstallé à ce poste le 29 septembre 1994 jusqu'au 25 juin 1995, date à laquelle il perd les élections municipales face au chanteur engagé Manno Charlemagne. Considéré comme proche de l'ancien président Jean-Bertrand Aristide, il est un temps pressenti pour lui succéder, avant de devenir un ennemi politique.

### Premier ministre
En 2006, il est candidat à l'élection présidentielle, où il obtient 2,5 % des voix.
Le 25 décembre 2014, le président Michel Martelly le nomme Premier ministre, en absence d'un Parlement en place.
Il présente sa démission le 2 février 2016. Le mandat présidentiel de Michel Martelly ayant pris fin le 7 février 2016, il assure de facto la direction du pouvoir exécutif jusqu'à l'élection du président provisoire Jocelerme Privert par l'Assemblée le 14 février. Il reste en fonction jusqu'à la nomination du nouveau Premier ministre, Fritz Jean, le 26 février suivant l'accord du 5 février.
En juin 2016, à la tête de la coalition d'opposition de l'Entente démocratique, il appelle au départ de Jocelerme Privert dont le mandat venait d'expirer.

## Anecdotes
Il s'occupait de la diffusion de l'émission Plume sur Radio Caraïbes entre 1974 et 1976, ce qui lui a valu son surnom.